# 노자키촌 (도치기현)
노자키촌(野崎村)은 도치기현의 북동부, 나스군에 속했던 촌이다.

## 역사
- 1889년 4월 1일 - 정촌제 시행에 의해 나스군 노자키촌이 성립하였다.
- 1954년 12월 31일 - 오타와라시와 시오야군 야이정에 분할편입되었다.

## 교통

### 철도
- 일본국유철도 (현 동일본 여객철도)
  - 도호쿠 본선 (우쓰노미야 선)